# Mike Harari
Michael Mike Harari (hebr. מיכאל מייק הררי, ur. 18 lutego 1927 w Tel Awiwie, zm. 21 września 2014 tamże) – izraelski funkcjonariusz służb specjalnych Izraela służby bezpieczeństwa Szin Bet i Mosadu.

## Życiorys
Wstąpił do służb specjalnych zaraz po ich utworzeniu, w 1948 roku do Szin Betu i w tym samym roku do Wydziału Politycznego MSZ (przyszły Mosad), który do 1951 roku zajmował się wywiadem zagranicznym. Harari dowodził tajnym oddziałem odwetowym, którego zadaniem była fizyczna eliminacja terrorystów z organizacji Czarny Wrzesień, bezpośrednio lub pośrednio odpowiedzialnych za masakrę lekkoatletów izraelskich podczas Igrzysk Olimpijskich w Monachium w 1972 roku. W ciągu niecałego roku operująca z Frankfurtu nad Menem grupa Harariego zlikwidowała dwunastu Palestyńczyków związanych według Mosadu z Czarnym Wrześniem. Skazą na przebiegu operacji stało się zamordowanie niewłaściwej osoby – niewinnego Marokańczyka, żonatego z obywatelką Norwegii i pracującego w tym kraju jako kelner. Harariemu udało się zbiec wraz z jego przyjaciółką, lecz resztę jego oddziału aresztowała policja norweska. Sześciu z nich skazano na krótkie wyroki więzienne.
Po fiasku operacji norweskiej Harari został skierowany do miasta Meksyk, do głównej placówki wywiadu izraelskiego na Amerykę Łacińską. Jednym z jego kontaktów był wówczas pułkownik Manuel Noriega, szef wywiadu wojskowego dyktatora Panamy, generała Omara Torrijosa, i jego późniejszy następca. Harari, który wówczas wycofał się z pracy wywiadowczej, został doradcą Noriegi. Zorganizował i wyszkolił oddziały jego ochrony osobistej, a przy okazji zbił fortunę, pośrednicząc w zakupie broni izraelskiej przez Panamę. Po amerykańskiej interwencji w Panamie w grudniu 1989 roku pojawiły się plotki, że aresztowano go jako wspólnika Noriegi. W rzeczywistości jednak udało mu się umknąć, a jakiś czas później pojawił się z powrotem w Izraelu, i co nietypowe dla ludzi związanych ze światem tajnych służb, wystąpił przed kamerami telewizyjnymi. Nie zdradził jednak żadnych szczegółów współpracy z Noriegą.